# Râul Sasul, Strei
Râul Sasul este un curs de apă, afluent al râului Strei. Se formează la confluența a două brațe: Titianul și Comărnicelul.

## Hărți
- Harta județului Hunedoara
- Harta Munții Șureanu  Arhivat în 11 mai 2012, la Wayback Machine.